# 常総市水海道球場
常総市水海道球場（じょうそうし みつかいどうきゅうじょう）は、茨城県常総市の、きぬ総合公園内にある野球場。常総市が運営管理を行っている。
当時の水海道市に水海道市民球場（みつかいどうしみんきゅうじょう）として開場。以後、高校野球などアマチュア野球公式戦が行われている。2006年1月1日、水海道市が石下町を編入合併し「常総市」に改称したのに伴い、現名称となった。

## 施設概要
- 両翼：93m、中堅：120m
- 内野：クレー舗装、外野：天然芝
- 照明設備：
- 収容人員：5,500人（ネット裏：ベンチ席、一・三塁側、外野：芝生）

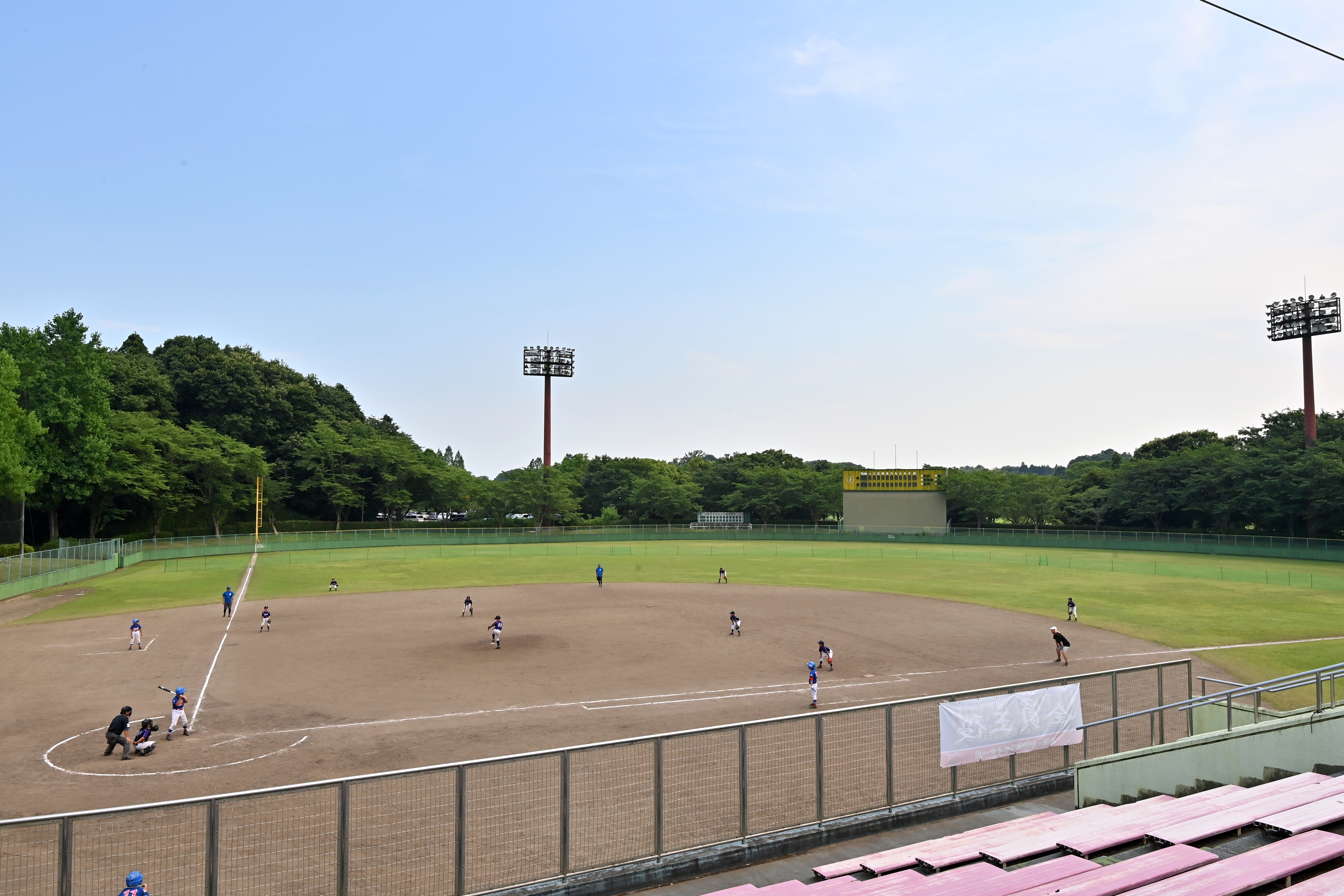
グラウンド
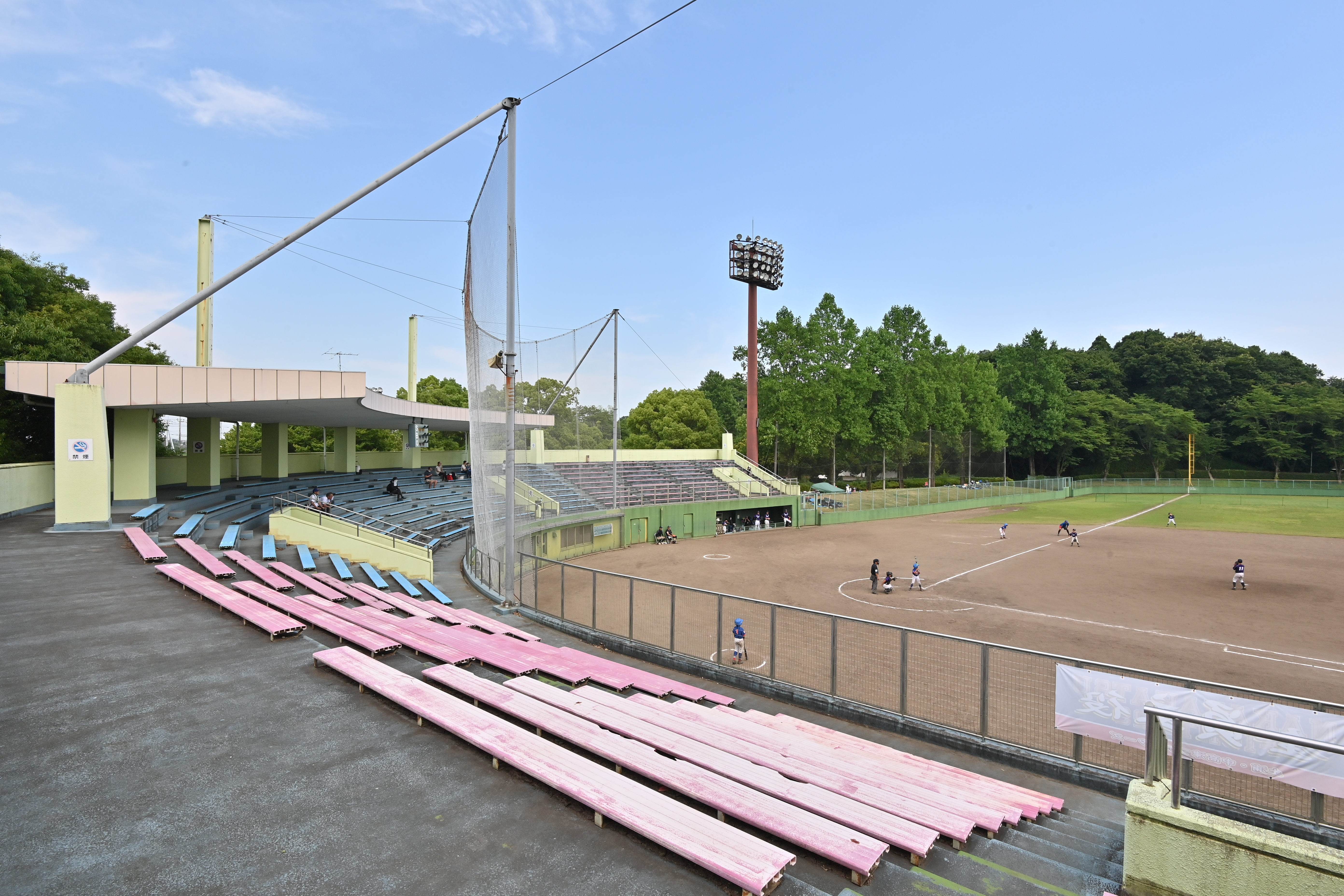
内野スタンド

## 交通
- 関東鉄道常総線水海道駅から福祉循環バスに乗車し、「温水プール」下車。